# Encyclopedia Dramatica
Encyclopedia Dramatica (ED), o simplement Dramatica o ED, és una plataforma wiki satírica i controvertida. Fou creada el 10 de desembre de 2004 com EncyclopediaDramatica.com per Sherrod DeGrippo, basada en programari MediaWiki. Originàriament concebuda per documentar esdeveniments i persones vinculats a la cultura d'Internet, ED s'ha caracteritzat per un humor negre, un estil provocador i la seva falta de censura, sovint generant polèmiques. El lloc es va convertir en un arxiu de mems, trolls i altres fenòmens d'Internet, tot i rebre crítiques per continguts ofensius i políticament incorrectes. Al llarg dels anys, ED ha experimentat diverses interrupcions i canvis de domini, però es manté com un referent dins de la subcultura d'Internet més irreverent.

## Descripció
Els seus articles presenten temes i esdeveniments actuals relacionats o rellevants amb la cultura contemporània a Internet de manera enciclopèdica. Sovint serveix com a dipòsit d'informació i com a mitjà de discussió per a la subcultura d'Internet coneguda com a Anonymous. Aquest lloc d'Internet de contingut NSFW contracultural i subversiu, difon també la "cultura trolling", i documenta memes, cultura i esdeveniments d'Internet, com ara bromes organitzades en massa, esdeveniments de trolling, "incursions", errors a gran escala de seguretat a Internet i crítiques a comunitats d'Internet acusades per autocensura, per obtenir prestigi o cobertura positiva de mitjans tradicionals i establerts. S'ha descrit com el lloc web allotja nombroses imatges pornogràfiques i contingut "misogin, racista i homòfob".
El periodista Julián Dibbell descriu Encyclopædia Dramatica com el lloc "on el gran univers paral·lel d'Anonymous d'acudits, frases, i obsessions s'anota amb amor, s'hi descobrirà amb una elaborada cultura trol: ira racisme, homofòbia i misogínia amagada en tota mena de contingut, calculadament per ofendre". El lloc és conegut pels seus anuncis pescaclics, a més de no tenir gairebé cap norma. Ninemsn va descriure l'Encyclopædia Dramatica com:
El bessó malvat de Wikipedia. És un lloc on gairebé tots els articles són esbiaixats, ofensius, sense fonts i sense el més dèbil rastre de correcció política. Una cerca a través dels seus arxius revelarà imatges animades de persones que se suïciden, articles que glorifiquen el racisme i el sexisme extrems i un subministrament aparentment infinit de visions retorçades i impactants sobre gairebé totes les tragèdies humanes més importants de la història.
El 14 d'abril de 2011, l'URL original del lloc es va redirigir a un lloc web nou anomenat "Oh Internet" que semblava poc a l'Enciclopèdia Dramàtica. Parts de la comunitat ED van criticar durament els canvis. La nit de l’aturada de l’Enciclopèdia Dramatica, els visitants habituals de l’ED van bombardejar el mur de Facebook d'“Oh Internet” amb missatges d’odi. El Web Ecology Project va fer un arxiu descarregable de contingut anterior de l'Encyclopedia Dramatica. I posteriorment es van generar torrents fets per fans i diverses rèpliques abans que la wiki situada a encyclopediadramatica.rs (anteriorment encyclopediadramatica.ch, encyclopediadramatica.es i encyclopediadramatica.se) aparegués com únic espai wiki en actiu.
Després de l'expiració de les extensions CH / ES / SE / RS a la dècada de 2010, hi hagué dues instàncies actives sota dos noms de domini de nivell superior diferents: la versió .wiki fundada el gener del 2020 per Jacob Stellmach i la versió .online fundada el desembre del 2020 fundada per un partit desconegut.

## Història

### DeGrippo i COM
Encyclopædia Dramatica va ser fundada el 2004 per Sherrod DeGrippo, també conegut amb el pseudònim en línia de "Girlvinyl". DeGrippo es va unir a LiveJournal el 2000 i va quedar fascinat pel comportament d'alguns dels seus membres:
La gent era accessible i era bidireccional. Voyeurs i exhibicionistes van poder interactuar d’una manera normalitzada. Per això vaig començar ED. La majoria eren només personalitats tan fascinants i tan esbojarrades.
Es va implicar en la comunitat de LJdrama, que tractava històries sobre xafarderies de LiveJournal. Quan es va prohibir la comunitat a LiveJournal, van crear el seu propi lloc web. El 2002, dos usuaris de LiveJournal, Joshua Williams (també conegut com a mediacrat) i Andrewpants, es van relacionar íntimament. Després de trencar la seva relació, LJdrama va decidir documentar el drama resultant. A la xarxa es van difondre fotografies poc afalagadores de Williams i Williams va considerar que era un assetjament. Va amenaçar amb accions legals, va viatjar a Portland, Oregon, per parlar amb l'equip d'abusos de LiveJournal i va denunciar el presumpte assetjament a una cadena de notícies de televisió local. DeGrippo crearia llavors l'Enciclopèdia Dramàtica amb la finalitat de "contenir alguna informació de LiveJournal en directe i algun drama sobre els pirates informàtics Theo DeRaadt i Darren Reed".
L'Enciclopèdia Dramatica es va caracteritzar per ser "Segons l'esperit del Diccionari del diable" d'Ambrose BierceLa revista New York Times va reconèixer la wiki com "un compendi en línia d'humor i tradició de trolls" que etiquetava com a "arxiu de trols". C't, una revista europea per a professionals de Tecnologies de la Informació, va assenyalar el paper del lloc a l'hora d'introduir els nouvinguts a la cultura de 4chan's /b/, un famós tauler d'imatges d'Internet. Encyclopædia Dramatica definia el trolling en termes de fer coses "per al LOL" (per riure), una frase que es definí com "una explicació catchall per a qualsevol trolling que es realitzés".
Els objectius d'aquest moviment troll provenien "tots els racons de la web", i incloïen no només els aspectes no corporals dels fenòmens d'Internet (per exemple, eslògans en línia, pàgines de fans, fòrums i fenòmens virals), sinó també persones reals. (per exemple, celebritats aficionades, participants identificables en drames a Internet i fins i tot membres del fòrum de l'Encyclopædia Dramatica) Aquests es burlaven d'una manera descrita diverses com a "tosca", "ofensiva", "obscena", "irreverent, obtusa, políticament incorrecta", "crua però divertida", i "abusiva". Es presentava el material complet, amb un ús extensiu de prosa, dibuixos, fotografies i similars en valor d'impacte visual. Les respostes emocionals s'afegien als articles, sovint de manera similarment despectiva o inflamatòria, amb el propòsit de provocar una resposta emocional addicional. Els adherents a la pràctica afirmaven que els visitants del lloc web "no s'havien de prendre seriosament res del que es deia a Dramatica".
Els articles d’Encyclopædia Dramatica són particularment crítics amb MySpace, així com amb els usuaris de YouTube, LiveJournal, DeviantART, Tumblr i Wikipedia. A The New York Times, el periodista Jonathan Dee els va descriure com una "snarky Wikipedia anti-lloc de fans". Shaun Davies, de la xarxa australiana Nine Network, la va anomenar "el fill bastard de Wikipedia, un compendi de tendències i cultura d'Internet que es desfoga sobre cada tema que toca". El lloc "es desenvolupa com la Viquipèdia, però el seu estil és el contrari; la majoria de la seva informació és esbiaixada i amb opinions molt personals, per no parlar de racistes, homòfobes i rancoroses, però, per la seva banda, la seva actitud irreverent la converteix en un lloc destacat sobre la cobertura dels memes a Internet". Aquesta cobertura de l'argot i memes d'Internet havia estat reconeguda al New Statesman, a Language Log, a la revista C't i a la revista Wired.

Segons Sherrod DeGrippo,
Mentre no es presentés alguna cosa com a il·legal o una denúncia d'abús, ni tan sols ho vaig veure. Els wikis són quelcom que podeu controlar, controlar i gestionar de prop, o simplement deixar-lo anar.

### Propietat d'Evers
El març de 2010, Joseph Evers (psedònim) va ser reconegut com a propietari per ABC News, informant que l'Autoritat australiana de comunicacions i mitjans la va incloure a la llista negra.
La Comissió de Drets Humans i Igualtat d’Oportunitats (alias HREOC) es va posar en contacte amb Evers amenaçant-lo amb càrrecs segons la legislació australiana.
El 8 de desembre de 2010, Encyclopædia Dramatica va suprimir el seu article sobre l'operació Payback. El mateix dia, Facebook va esborrar la seva pàgina Operation Payback i Twitter va suspendre el compte d'Operation Payback. Una font anònima va dir a Gawker que l'article de l'Encyclopedia Dramatica va ser suprimit com a resultat d'ordres judicials.
El juny de 2020, la Missió Canària va informar que Andrew Alan Escher Auernheimer era tant el "weev" que va "zoombombar" un xat de març de 2020 per a adolescents jueus, com la persona que hi havia darrere del nom de Joseph Evers que va ser propietari i co-creador de la instància de 2010 de ED i que ha estat buscat per l'AHRC des de llavors.

### Establiment 2011 d'Oh Internet
Segons els informes, DeGrippo "va arribar a odiar" l'Encyclopædia Dramatica. Es tenia l'esperança que ED tornés a les seves arrels i se centrés en el drama de LiveJournal. El 14 d'abril de 2011, l'URL encyclopediadramatica.com va ser redirigida a "Oh Internet", un lloc web completament diferent de què DeGrippo havia creat. El nom "Oh Internet" significava "Oh, Internet, estàs tan boig!". DeGrippo va afirmar que "El xoc per xoc és antiquat en aquest moment [...]". Alguns usuaris habituals d'Encyclopædia Dramatica es van sentir disgustats pel canvi i van atacar la pàgina oficial dels fans de Facebook del lloc web amb "missatges d'odi i pornografia".
En una sessió de preguntes i respostes a la cimera de ROFLCon, l'octubre del 2011, es va preguntar a DeGrippo per què es va tancar l'Enciclopèdia Dramàtica i es va substituir per Oh Internet. Ella va respondre: "No hem pogut aturar la degradació del contingut. Es va tornar cada vegada més llargues i més ximples i més ximples i cada vegada menys coherent en el temps". També va explicar per què no havia publicat el lloc com a arxiu, dient que "no volia" i suggerint que això l'hauria fet responsable personalment de qualsevol infracció de la DMCA i de la privadesa que contenia. També va afirmar que allotjar l'Encyclopædia Dramatica li va causar problemes relacionats amb l'FBI.

### Cleary i CH
Des d'abril de 2011 Ryan Cleary va organitzar una bifurcació de l'Encyclopædia Dramatica a encyclopediadramatica.ch. Els membres d’aquest projecte van recollir text i imatges de la memòria cau web de Google i altres còpies de seguretat i es va crear un script per penjar informació emmagatzemada a la memòria cau. El 21 de juny de 2011, Scotland Yard va arrestar a Ryan Cleary basat en presumptes connexions amb atacs en línia contra Sony. La detenció va interrompre temporalment el funcionament de la wiki, però altres membres van poder reprendre les funcions de Cleary.

### Moore i SE
Garrett E. Moore es va convertir més tard en el propietari de la bifurcació del lloc web. Moore va informar de dificultats per aconseguir un amfitrió del lloc web.
El 19 de març de 2012, encyclopediadramatica.ch es va tancar poc temps a causa d'un "bloqueig de DNS". El 21 de març de 2012, el lloc es va traslladar a un nom de domini suec, a encyclopediadramatica.se, en lloc d’un domini a Suïssa com abans. Posteriorment, el compte de Facebook del lloc es va dirigir al bloc i va afirmar que era perquè "no vam mantenir el final del contracte de contracte d'usuari de nic.ch en què es deia que havíem de mantenir una adreça postal i un número de telèfon a Suïssa".
Moore va dir a un entrevistador de The Daily Dot el juliol de 2011:
La gent es pren massa seriosament, no es pot riure de res. Ens burlem de tot. Faig gràcia dels nerds blancs i prims de l’ordinador, però en sóc un.
Quan se li va preguntar sobre "contingut abusiu", Moore va afirmar que l'elimina quan el veu i, a continuació, va explicar:
No deixaré l’adreça d’una nena de 14 anys en una pàgina perquè alguns idiotes s'enfadessin amb ella i fessin un article. Però si et disfresses com una guineu i portes bolquers i després en fas fotos? Això és un joc net, senyor.
En una entrevista de setembre de 2011 amb The Daily Dot, Moore va defensar la creença de la seva comunitat en la llibertat d’expressió.

### Gizmo games
El gener de 2013, un videojoc creat per l'usuari "gizmo01942" va arribar a l'atenció dels mitjans de comunicació. El joc, Bullet to the Head of the NRA, va ser controvertit perquè el jugador podia apuntar i disparar contra membres de l'Associació Nacional de Rifles. El febrer de 2015, Muhammad Sex Simulator 2015, un altre videojoc del mateix usuari, va generar més controvèrsia a causa de l'atemptat recent de Charlie Hebdo.

### Extensions ES i RS i WIKI
El setembre de 2013, el lloc va canviar el seu domini a un nom de domini espanyol a encyclopediadramatica.es.
- L'octubre de 2014, el lloc va tornar al domini .se.

El gener de 2018, el lloc va canviar el seu domini a un nom de domini serbi a encyclopediadramatica.rs.
- L’octubre de 2019,[Quan?] la pàgina oficial de Twitter anunciar que el lloc va tornar al domini .se.

El gener de 2020, el lloc es va traslladar al domini .wiki sota la propietat de Jacob Stellmach de Wyoming, registrant-lo a través de Reno, Nevada. També s'hi va redirigir un URL de domini .fyi alternatiu l'abril de 2020.

## Recepció
El lloc web va rebre l’atenció dels principals mitjans de comunicació després que Jason Fortuny fes servir l’Enciclopèdia Dramàtica per publicar fotografies, correus electrònics i números de telèfon de 176 respostes a un anunci de Craigslist que va publicar el 2006, en què es posava com una dona que buscava trobades sexuals amb homes dominants. L'incident es va abordar en un bloc allotjat a Wired News, on el blogger proposava que l'Enciclopèdia Dramàtica podia ser la "wiki més fulminant del món".
El 2006, "una coneguda banda de trolls" envià un correu electrònic al creador de l'Encyclopædia Dramatica, DeGrippo, exigint modificacions a l'article protegit (és a dir, bloquejat) que els descrivia. Després que ella es va negar a fer-ho, els trolls van ordenar taxis, pizzes, serveis d'escorta i van enviar amenaces de mort i violacions a l'apartament de DeGrippo.
Encyclopædia Dramatica es va convertir en un "objectiu preferit pels crítics, que acusen Anonymous de propagar l'odi"< per permetre que els presumptes membres del grup poguessin utilitzar el lloc web de vegades com a plataforma. Mitjançant aquesta associació, l'Encyclopædia Dramatica va rebre una cobertura incidental quan les accions de membres d'Anonymous van conduir a la detenció d'un presumpte pedòfil, quan es van manifestar contra Scientology a Londres; quan un membre del grup va accedir al compte de correu electrònic de l'antiga candidata a la vicepresidència republicana Sarah Palin, i quan un membre d'Anonymous va reclamar el crèdit per un atac a la seu virtual de Second Life de l'excandidat a la presidència John Edwards. El periodista tecnològic Julian Dibbell va assenyalar la convergència de l’Encyclopædia Dramatica amb la campanya anti-Cienciologia del Projecte Chanology.
El 16 de desembre de 2008, Encyclopædia Dramatica va guanyar la categoria People's Choice Winners al Mashable's 2nd Annual Open Web Awards, amb wikiHow com el segon lloc i en tercer lloc la Wikipedia.
El desembre de 2008, un missatge a Encyclopædia Dramatica demanava donacions i afirmava que el lloc web estava sota atac i que havia perdut els anunciants.
El gener de 2010, l'article Aboriginal de l'Encyclopædia Dramatica va ser retirat dels resultats del motor de cerca de Google Australia, després que un advocat presentés una denúncia davant la Comissió Australiana de Drets Humans dient que el seu contingut era racista. Una cerca en termes relacionats amb l'article va produir el missatge que un dels resultats s'hagués eliminat després d'una sol·licitud legal relacionada amb la Llei de discriminació racial (RDA) d'Austràlia. La publicitat al voltant d’això va servir per augmentar la visibilitat del lloc. El març de 2010, es va informar que la Comissió Australiana de Drets Humans havia notificat el lloc per correu electrònic que, segons la legislació australiana, l'article Aboriginal podria incomplir les seccions 18C i 18D de la seva RDA.

## Plets legals
El 2016, un tribunal del Regne Unit va determinar que un usuari d’ED havia de pagar 10.000 lliures en danys per difamació per haver fet declaracions falses sobre Samuel Collingwood Smith, antic conseller de Treball.
El 2017 es va iniciar una demanda contra el lloc web que buscava 750.000 dòlars EUA per presumpta infracció dels drets d'autor. La demanda "potencialment mortal" fou del milionari Jonathan Monsarrat. La demanda de Monsarrat va ser desestimada el desembre de 2017, i el jutge va decidir que el termini de prescripció de tres anys per infracció dels drets d'autor havia expirat abans de presentar la demanda.